# Parectromoidella regalis
Parectromoidella regalis är en stekelart som först beskrevs av Girault 1922.  Parectromoidella regalis ingår i släktet Parectromoidella och familjen sköldlussteklar. Inga underarter finns listade i Catalogue of Life.